# DJ ARTS a.k.a ALL BACK
DJ ARTS a.k.a ALL BACK（ディージェイアーツ エー・ケイ・エー オールバック、本名：小山 達也、1978年6月17日 - ）は、埼玉県上尾市出身の音楽プロデューサー、作曲家、編曲家、トラックメイカー、ミキシング・エンジニア、DJ。愛称「アーツ」

## 来歴
1978年 - 埼玉県上尾市、長男として生まれる。幼少の頃より、親の影響を受けマイケル・ジャクソンなど海外の音楽を聴いていた。
1994年 - その当時アメリカでヒットしていたクリス・クロスに影響を受けDJを始める。
1995年-1998年 - 幾つかのDJ バトルに出場し入賞。クラブDJやオーガナイザーとしても活動。1998年にはトラックメイカーとしての活動を始める。
2003年 - ラッパ我リヤの山田マンのソロ・アルバム『MESSAGE』収録「かんしゃ ママ」のトラックを担当のほか、様々な音楽家・コンピレーション・アルバムなどにも楽曲提供。
2006年 - 埼玉県より東京都に拠点を移し、録音スタジオ『HARD GEL SOUND』設立。

## 提供楽曲
2003年
- 山田マン『MESSAGE』（12月17日）
  - 7．「かんしゃ ママ」Produced

2004年
- MINESIN-HOLD『EGOIST』（2月12日）
  - 3.「COMMON」Produced
- Baby Breath 『MOTION』（2月28日）
  - 3.「Who is “THAT GIRL?”」Produced
- オムニバスCD『BLOOD FLOWERS』（5月13日）
  - 5. ONIZORI & DJ ARTS「少林拳」 Produced
  - 6. ONIIZORI & DJ ARTS feat R-CROWN「バトル」Produced
- ONIZORI & DJ ARTS『"VOLCANO"』（12月1日）All Tracks Produced
  - 1.「待たせたなお前ら!」
  - 2.「HIP-HOP STAR」
  - 3.「ふられ虫 feat R-CROWN」
  - 4.「祭」
  - 5.「SKIT -SCRATCH by DJ ARTS-」
  - 6.「少林拳~Dance Hall Ver~」
  - 7.「海」
  - 8.「VOLCANO」

2005年
- Baby Breath 『WARM-UP』（3月3日）
  - 4.「 No-d,Rock」Produced
- R-CROWN『"VOICE"』（4月27日）All Tracks, Produced & Arranged
  - 1.「INTRO」
  - 2.「VOICE」
  - 3.「HAVE A BREAK」
  - 4.「REAL」
  - 5.「SWEETY」
  - 6.「A CUP OF COFFEE」
  - 7.「GLORY feat ONIZORI」
  - 8.「HEY BOY!!!」
  - 9.「狂気乱舞」
  - 10.「FAIRY TALE」
- りあん『戀文』（5月23日）
  - 5.「 月ニ咲ク花 feat.ONIZORI」REMIX
- MINESIN-HOLD『LOVE 』（11月30日）
  - 2.「クラブサーキット」 Produced
  - 3.「ONE MORE CHANCE feat R-CROWN」Produced
- ONIZORI & DJ ARTS 『"IT'S A SHOW TIME"』（12月7日）All Tracks, Produced
  - 1.「REVOLUTION -INTRO-」
  - 2.「WHAT'S UP feat MINESIN-HOLD」
  - 3.「SHOW TIME」
  - 4.「LIFE TIME」
  - 5.「SKIT -SCRATCH by DJ ARTS-」
  - 6.「少年犯罪 A to B」
  - 7.「M.I.C feat 大(オロチ)蛇」
  - 8.「ふられ虫 feat R-CROWN」
- コンピレーション・アルバム『RHYMEZ CONNECT』（12月14日）~COMPILATION OF THE BEST HIPHOP CREWS　
  - 11. 走馬党「THIS IS HOW WE GO」Produced

2006年
- R-CROWN 『“YOU ”』（8月23日） 
  - 1.「INTRO」Produced & Arranged　
  - 2.「Welcome to your party / feat NOBYAN」Produced & Arranged
  - 3.「YOU」5. 「Be with you (skit)」Produced & Arranged
  - 8.「KNOCKOUT」Produced & Arranged
  - 9.「Breathe (skit)」Produced & Arranged
  - 10.「VOICE (EAGER REMIX / by DJ ARTS a.k.a ALL BACK)」Produced & Arranged
- ET-KING　『Beautiful Life』（9月20日）
  - 2.「わやくちゃ」Tracks, Arranged
- KM-MARKIT『MARK OUT』（12月6日）
  - 1.「Intro ～2nd Time～」Produced
  - 13.「My Love」Produced

2007年
- ET-KING『愛しい人へ』（2月14日）
  - 2.「NANIWA」Produce
- ET-KING『LOVE & SOUL』（6月6日）
  - 2.「Like A Wind」 Produce
  - 6.「ホルモンSOUL」Produce
  - 7.「DANCE KING」Produce
  - 8.「纏」Produce
- クレンチ&ブリスタ『THE FIRST ATTACK』（8月8日）
  - 3.「Da Joint」  Produce
  - 5.「脳内モルヒネ〜interlude〜 Scratch by DJ ARTS a.k.a ALL BACK」
  - 9. DJ ARTS ALL BACK NON STOP MIX
- コンピレーション・アルバム『DANCEHALL PREMIER presents REGGAE MILLION IV』 （10月24日）
  - 1.DJ ARTS a.k.a ALL BACK「Yayoi 」Produce
  - 9.DJ ARTS a.k.a ALL BACK「Central Field 」Produce
  - 17. R-CROWN「US」Produce
- C.I.C『Click Ice Cream』（11月7日）
  - 6.「Kung Fu Hi」Track Produced
- コンピレーション・カバーアルバム『LOVERS COVERS J-POP』（11月21日）
  - 2.DJ ARTS a.k.a. ALL BACK feat. R-CROWN 「粉雪」Produce
  - 9.DJ ARTS a.k.a. ALL BACK feat. R-CROWN 「SOMEDAY」Produce
- ET-KING『晴レルヤ』（12月31日）
  - 4.「 "お世話になりました"」Produced

2008年
- クレンチ&ブリスタ『SHINING』（1月16日）
  - 3.「Never Give Up」Produce
  - 8.「ワラッテ☆ワラッテ」Produce
  - 9.「DJ ARTS ALL BACK NON STOP MIX ll」
- ET-KING 『SOUL LAUNDRY』（6月4日）
  - 9.「大花火」Produce
- クレンチ&ブリスタ『Clench & Blistah』（9月10日）
  - 13.「絆」Produce
- 強『全ては唄の中で...』 （9月24日）
  - 7.「五月山」Produce
- ET-KING『今』（11月19日）
  - 2.「大阪にどつかれて」Produce
- コンピレーション・アルバム『SAIZENSEN HIPHOP 200%』（11月25日）
  - 1.「GONC feat.DJ ARTS a.k.a.ALL BACK」Produce

2009年
- TWICE「DISTANCE」（2月4日）Produce
- ET-KING『U』（9月20日）
  - 1.「男の主題歌」Produce
  - 4.「せんたくのうた」Produce
  - 8.「ギラギラ」Produce
- クレンチ&ブリスタ 『One Life One Love』（10月7日）
  - 1.「ありがとう さよならfeat. SATOMI'」Produce
  - 8.「NICHIWAKON -interlude-」Produce
  - 9.「Oh! Happy Day」Produce
  - 11.〔Bonus Track〕クレブリLOVE SONG Non Stop Mix (Mixed by DJ ARTS a.k.a ALL BACK)
- にけつッ!!（千原ジュニア&ケンドーコバヤシ）feat. ET-KING「フルスロットル☆ブギ」（10月14日）読売テレビ・日本テレビ「にけつッ!!」テーマソングProduced

2010年
- ET-KING
  - 「サクラサク」（2月3日）「H.I.S. 初夢フェア第2弾」CMソングProduce・Compose・Arrangement
  - 「 日本全国酒飲み音頭」（2月3日）Produce
- CLIFF EDGE 『for You』（2月10日）
  - 1.「また二人で… ～あの日の帰り道～ feat. RSP」Produce・Compose・Arrangement
- TWICE『Twice The Love』（2月24日）
  - 2.「メモリーズ」Produce・Compose・Arrangement
  - 3.「The Love (interlude)」Produce・Compose・Arrangement
  - 4.「素直になれなくて」Produce・Compose・Arrangement
  - 5.「Happy days」Produce・Compose・Arrangement
  - 7.「Twice The Love (outro)」Produce・Compose・Arrangement
  - 8.「Let's dance」Produce・Compose・Arrangement
- ET-KING
  - 「一番音頭」（3月17日）Produced
  - 「NEXT LEVEL」（4月中旬・パチンコ新台「CRパチクエネクスト」大当たり楽曲）Produce・Compose・Arrangement
- クレンチ&ブリスタ『Peace to Lovers&Out Works』（6月16日）
  - 5.「すべてが今ひとつに・・・」Produce・Compose・Arrangement
- ET-KING（作曲キダ・タロー、坂田利夫参加）
  - 「大阪京橋花月のテーマソング 」（7月7日）Arrangement
- miray 1st ALBUM （8月4日）
  - 5. 「どストライク!!」Arrangement DJ KEN-BO & DJ ARTS a.k.a ALL BACK
- 強　MINI ALBUM 『カーテンコール』（8月11日）
  - 1.「My Dear Friend~今も変わらず~」Produce・Arrangement
  - 6.「カーテンコール」Produce・Compose・Arrangement・DJ ARTS a.k.a ALL BACK
- ET-KING
  - 「お前を連れて」新・「ミナミの帝王」の主題歌」（9月21日配信）Produce・Arrangement
  - 日本テレビ「元気を日本に 日本プロ野球2010」イメージソング（9月29日）Produce・Compose・Arrangement
- rhythmic「キミとふたりで」（11月17日）
  - TBS系列「飛び出せ!科学くん」エンディングテーマProduce・Compose・Arrangement
- KM-MARKIT「"NEXT EPISODE feat. Nana(Oh Girl!)" 」（11月24日）Produce・Compose・Arrangement
- ET-KING『恋愛歌集』（12月15日）
  - 5.「男の主題歌」Produce・Compose・Arrangement
  - 6.「白いドレス」
  - 8.「お前を連れて」「新・ミナミの帝王」主題歌　
  - 10.「レサムピリリ」（カバー曲）Produce・Arrangement
- KM-MARKIT「今もここに feat.R-CROWN」（12月22日）

2011年
- ET-KING「友達」（3月2日）Produce・Compose
- Good Coming（3月23日TSUTAYA限定）
  - 2.「桜～1コーラスver.～」Arrangement
  - 3.「想えば想うほど～1コーラスver.～」/Arrangement
- Good Coming（4月27日TSUTAYA限定）
  - 1.「仲間～1コーラスver.～」Arrangement
  - 2.「ひまわり～1コーラスver.～」Arrangement
- クレンチ&ブリスタ10th Anniversary Best Album『LOVE&MESSAGE』（7月20日）
  - 1.「 Intro ~LOVE & MASSAGE~/Programming」
  - 12. 「ありがとう さよなら feat.SATOMI’」Produce・Compose・Arrangement
- クレンチ&ブリスタ（TSUTAYA RECORDSオリジナル特典CD）
  - 「“LOVE & MESSAGE”Non Stop Mix」mixed by DJ ARTS a.k.a ALL BACK
- ET-KING『応援歌集』（7月20日）
  - 5.「働く男」Produce・Arrangement
- 強　MINI ALBUM 『SUNRISE』（7月27日）
  - 1.「 A Summer Day」Produce・Compose・Arrangement
  - 3. 「SUN & MOON feat.ハイジ」（リード曲）Produce・Compose・Arrangement
  - 4. 「今ごろになって」（リード曲）Produce・Compose・Arrangement
  - 7. 「ing a oh ho!!」Produce・Compose・Arrangement
  - 8. 「五月山 ~ piano ver. ~」Produce・Compose・Arrangement
- THE RAIDERS/プロジェクト1stアルバム」
  - 「Crazy B***h feat. D-ON and MICHO」/Produce・Compose・Arrangement
  - 「SUGAR-Sweeter Remix- feat. KM-MARKIT,8,D-ON,OJ,MINESIN and L&J」Produce・Arrangement
- Good Coming『 Good 4 Songs 』（11月2日TSUTAYA限定）
  - 2.「ひまわり～1コーラスver.～ 」
  - 4.「Morning Rock～1コーラスver.～ 」Arrangement
- ET-KING『SEVEN STARS』（11月30日）
  - 6. 「こんないい夜」Produce・Compose・Arrangement
  - 7. 「俺達のブルース」 （「ET-KING歌笑劇 ～焚き火～」テーマソング）Produce・Compose・Arrangement
  - 8. 「コーヒーブラック」Produce・Arrangement
  - 9. 「シンデレラ」Produce・Compose・Arrangement
  - 11. 「ともしび」Produce・Compose・Arrangement
  - 12. 「サクラサク」（13thシングル）Produce・Compose・Arrangement

2012年
- Good Coming／1stシングル（2月29日）
  - 「仲間」　Produce・Arrangement（テレビ東京系アニメ『銀魂』ED曲）
  - 「桜、咲き誇れ」　Produce・Arrangement　（洋服の青山CMソング
- ET-KING「家族歌集」（5月23日）
  - 「星」Produce・Compose・Arrangement
  - 「はんぶんこ」Produce・Arrangement
- Good Coming／2ndシングル（6月20日）
  - 「明日に」Produce・Arrangement（松坂桃李主演短編映画主題歌「グッドカミング～トオルとネコ、たまに猫～」）
  - 「Stay With Me」Produce・Arrangement（松坂桃李出演靴ブランドCEDER CREST』TV-CMソング）
- ET-KING「 男は気持ちを伝えたい」（7月25日）
  - 「グッド・タイミング」Produce・Compose・Arrangement
- THE RAIDERSシングル」GET IT ON（8月29日）
  - 「GET IT ON」Produce・Compose・Arrangement
- ET-KING「寿」」（11月21日）
  - 「わっしょい二次会」Produce・Compose・Arrangement
- 若大将／1stミニアルバム『張り切っていこう!!』（11月28日）All Tracks,Produce・Compose・Arrangement
  - intro
  - Feel so good
  - 女神~Venus~
  - 張り切っていこう!!
  - skit
  - ずっと二人で…
  - 母へ
- ET-KING 5thアルバム「ストライク」（12月19日）
  - 「あのときのままで」Produce・Compose・Arrangement
  - 「MATSURI」Produce・Compose・Arrangement
  - 「CHEERS」Produce・Compose・Arrangement
  - 「ひと夜の花」Produce・Arrangement
  - 「沈まぬ太陽」Produce・Arrangement
  - 「あなたがいる今日に」Produce・Compose・Arrangement